# Кери Сејбл
Кери Сејбл (енгл. Keri Sable; 28. април 1986) бивша је америчка порнографска глумица.

## Каријера
Каријеру порно глумице почела је 2004. године, са напуњених 18 година, када глуми у филму First Offense 5 са глумцем и продуцентом Питером Нортом. У априлу 2005. године потписала је ексклузивни уговор са компанијом Wicked Pictures. Председник и власник Стив Оренстин рекао је да је Кери Себл „будућа велика порно звезда“. Сејблова је била задовољна уговором, истичући да је први порно-филм који је гледала био The Wicked One са Џеном Џејмсон у главној улози. Снимала је и soft-core филмове, а наступала је и у сценама групног секса, вагиналног и аналног секса.
У децембру 2005. године прекинула је са снимањем порно-филмова. Према сајту ИАФД глумила је у 93 порно-филма.

## Награде и номинације
- 2004 XRCO награда номинација – New Starlet
- 2004 XRCO награда номинација – Cream Dream
- 2006 АВН награда номинација – Best New Starlet[4]
- 2006 АВН награда номинација – Best Anal Sex Scene – Film – Eternity[4]
- 2006 АВН награда номинација – Best Group Sex Scene – Film – Sold (са Џесиком Дрејк и Бредом Армстронгом)[4]
- 2006 АВН награда номинација – Best Group Sex Scene – Video – Anal Expedition 6[4]
- 2007 АВН награда номинација – Best Supporting Actress – Video – The Visitors[5]

## Изабрана филмографија
- Anal Expedition # 6
- Cream Filled Ass Pies
- Cum Filled Asshole Overload # 2
- Down The Hatch # 14
- Fine Ass Babes # 2
- Fuel Injected # 2
- North Pole # 54
- POV Pervert # 5
- Service Animals # 18
- Squirting 101 # 4
- Teen Dreams # 8
- Teen Fuck Holes # 1
- Teenage Spermaholics # 3
- Teens Revealed # 5
- Teens Too Pretty For Porn # 1
- Who's Your Daddy? # 6